# Peter Friedrich Schneider

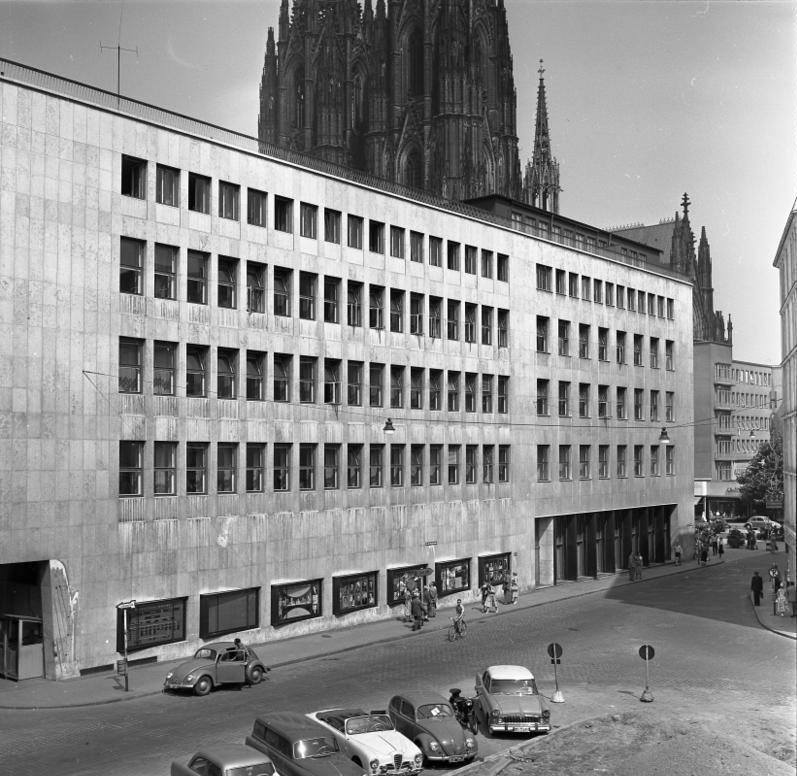
WDR-Funkhaus Köln (1956)

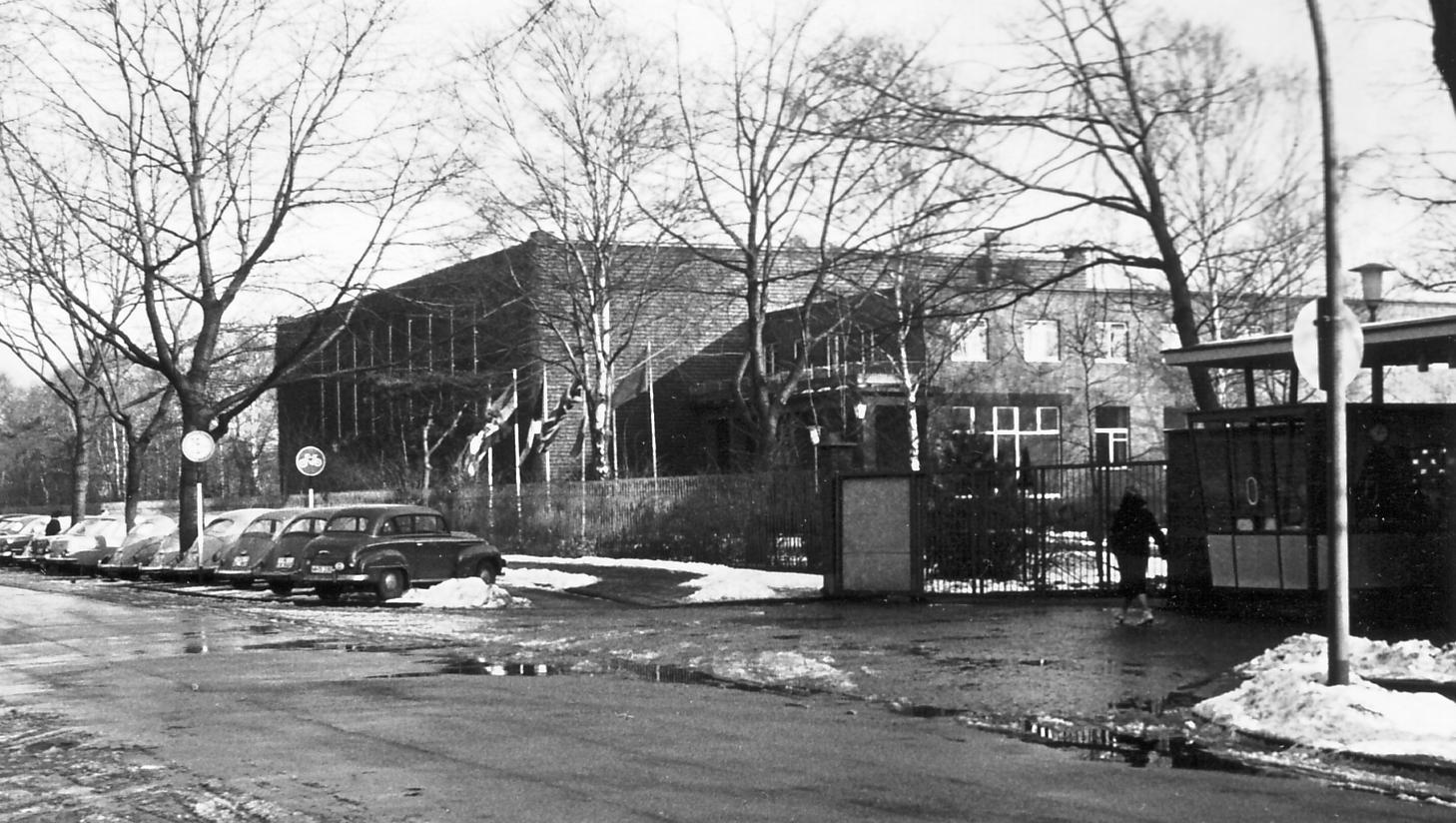
Sportschule Duisburg (1962)

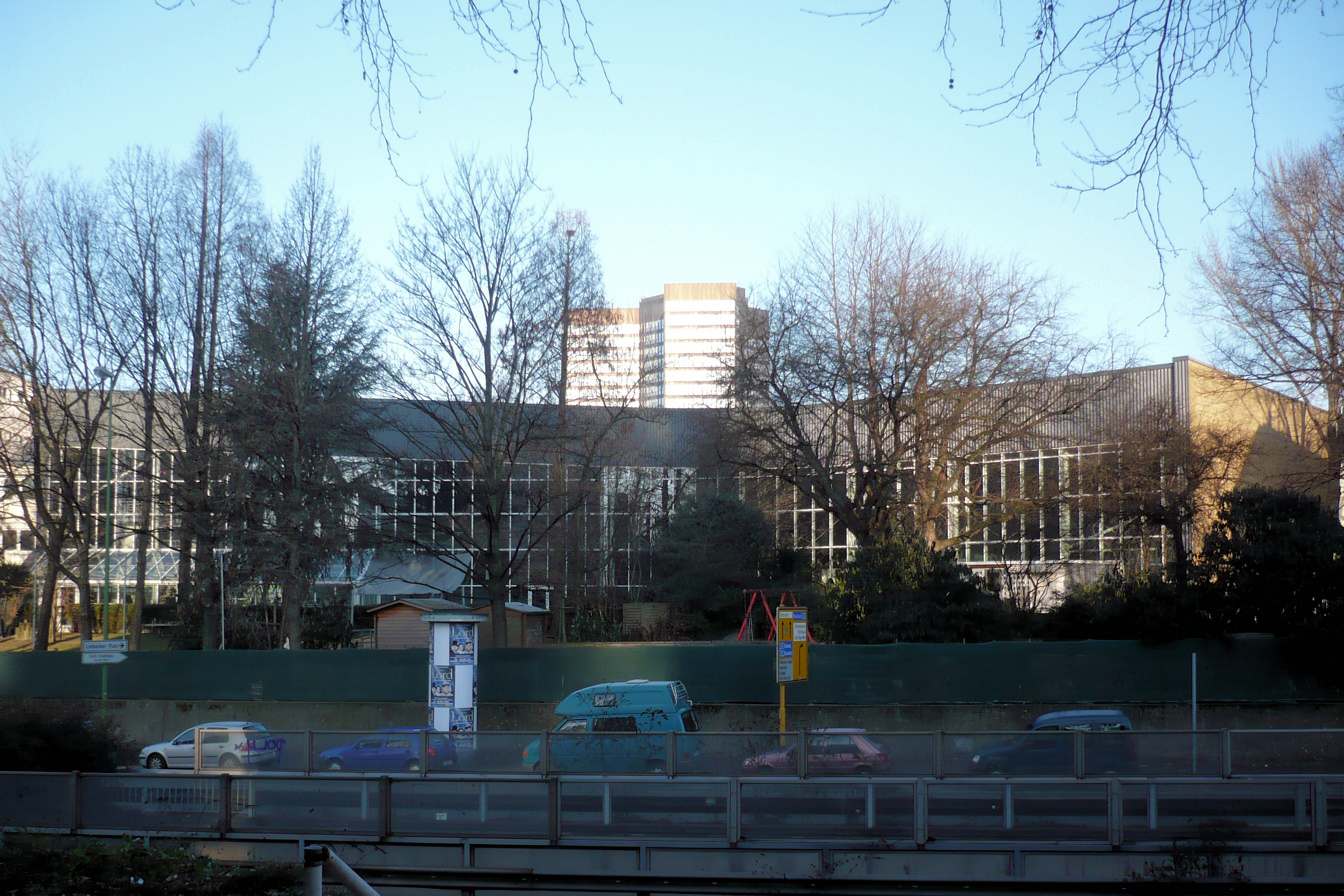
Hauptbad Essen (2008)

Peter Friedrich Schneider, geboren als Friedrich Karl Jakob Schneider,:14 (* 28. Mai 1901 in Essen; † 14. Dezember 1981 in Mindelheim) war ein deutscher Architekt.

## Leben und Wirken

### Jugend und Ausbildung
Friedrich Karl Jakob Schneider wuchs in bescheidenen bürgerlichen Verhältnissen in Essen-Rüttenscheid auf. Später nahm er aus Verehrung für seinen Lehrer Peter Behrens den Vornamen Peter an. Nachdem er eine Maurerlehre bei der Friedrich Krupp AG absolviert hatte, studierte er Architektur an der Staatlichen Baugewerkschule Essen. Durch Inflation und Ruhrbesetzung waren 1923 die beruflichen Aussichten im Ruhrgebiet jedoch sehr schlecht, und Schneider ging gemeinsam mit einem Studienfreund für ein Jahr auf Wanderschaft, die sie nach Italien und in die Schweiz führte, wo sie einige Zeit an der ETH Zürich studierten.:14
1925 ging Schneider für ein Jahr an die Wiener Kunstakademie, wo er Meisterschüler von Peter Behrens war und seine Ausbildung abschloss. Eine Wanderausstellung mit Werken von Behrens und seinen Schülern in Essen zeigte einen Kirchentwurf Schneiders.:15

### Arbeit als Architekt
1926 wurde Peter Friedrich Schneider Mitarbeiter im Büro des Essener Architekten Edmund Körner, wo er zunächst am Bau des Folkwang-Museums, später (1930/1931) auch am Bau des Ford-Werks in Köln-Niehl beteiligt war und das Kölner Zweigbüro leitete.:15
Vermutlich weil Körner für viele jüdische Bauherrn tätig gewesen war, verschlechterte sich nach 1933 die Auftragslage für sein Büro bis hin zu einem zeitweiligen „Bauverbot“ für den Gau Essen.:15 Schneider wurde 1934 in die Reichskammer der bildenden Künste aufgenommen und trat 1937 der NSDAP bei. Zwar plante auch er Privathäuser, wie sein eigenes, seine Domäne wurde jedoch der Industriebau, überwiegend in Zusammenarbeit mit Körner. 1936 übernahm er die Bauleitung für einen Erweiterungsbau von Ford sowie eines Gebäudes für Ford in Budapest (1939/1940).:16
Nach dem Tod von Körner im Jahr 1940 führte Peter Friedrich Schneider dessen Kölner Büro alleine weiter.:17 Er wurde als „unabkömmlich“ vom Wehrdienst befreit, da er die Instandsetzungsarbeiten bei Ford leitete und das Werk Lastwagen an die Wehrmacht lieferte. Bei diesen Arbeiten waren in den 1940er-Jahren zunehmend Kriegsgefangene und Zwangsarbeiter im Einsatz.:17

### Nach dem Zweiten Weltkrieg
Nach dem Zweiten Weltkrieg erhielt Schneider weiterhin Aufträge von Ford; 1948 wurde er im Entnazifizierungsverfahren als „Mitläufer“ eingestuft.:18 Zwischen 1948 und 1955 wuchsen die Hallen um das Viereinhalbfache, die Büroräume um das Vierfache. Schneiders in mehreren Bauabschnitten ausgeführtes Kesselhaus „zählte zu den spektakulärsten Ford-Bauten der Nachkriegsära“.:18 Der Bau des Funkhauses Wallrafplatz in Köln brachte Schneider den Durchbruch seiner Nachkriegskarriere.
Weitere markante Bauten, die von Schneider entworfen wurden, waren das Verlagshaus der Westdeutschen Allgemeinen Zeitung in Essen und der NAAFI-Shop für die britischen Besatzungstruppen in Köln-Raderthal (1993 abgerissen). Nach dem Zweiten Weltkrieg plante er zudem zahlreiche Bauten für sportliche Zwecke wie Bäder und Sporthallen sowie Einfamilienhäuser.
Zu seinen Mitarbeitern gehörte der Architekt Peter Neufert. Schneiders Nachlass befindet sich im Historischen Archiv der Stadt Köln und ist „mit [dessen] Einsturz [...] auf unbestimmte Zeit, wenn nicht ganz verloren“.:14

## Bauten (Auswahl)
als Mitarbeiter von Körner:
- 1930–1931: Fabrik- und Verwaltungsgebäude der Fordwerke in Köln-Niehl
- 1939–1940: Fabrik- und Verwaltungsgebäude der Fordwerke in Budapest

in selbständiger Berufsausübung:
- 1948–1952: Fernseh- und Rundfunkzentrum in Köln
- 1952–1954: Verlagshaus der WAZ in Essen
- 1953–1955: Sportschule Duisburg
- 1954–1958: Hauptbad Essen
- 1957–1959: Königin-Luise-Schule in Köln
- 1962–1963: Hallenbad in Castrop-Rauxel[4]
- 1964–1967: Badezentrum Bockum in Krefeld
- 1964–1968: Institut für Leibeserziehung der Universität Gießen
- 1969–1971: Kongress- und Kulturzentrum in München

## Schriften
- Voraussetzungen der Architektur für den Rundfunk, erläutert am Beispiel des Kölner Funkhauses. In: Planen und Bauen im neuen Deutschland. Köln / Opladen 1960, S. 246–248.